# Кюкерон
Кюкеро́н (фр. Cuqueron) — коммуна во Франции, находится в регионе Аквитания. Департамент — Атлантические Пиренеи. Входит в состав кантона Кёр-де-Беарн. Округ коммуны — Олорон-Сент-Мари.
Код INSEE коммуны — 64197.

## География

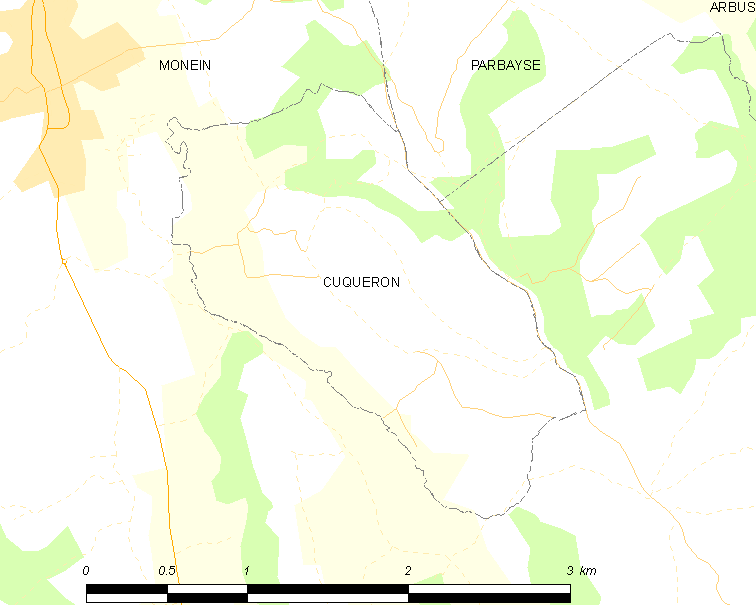
Карта коммуны

Коммуна расположена приблизительно в 660 км к югу от Парижа, в 170 км южнее Бордо, в 15 км к западу от По.
По территории коммуны протекает река Безер.

### Климат
Климат тёплый океанический. Зима мягкая, средняя температура января — от +5°С до +13°С, температуры ниже −10 °C бывают редко. Снег выпадает около 15 дней в году с ноября по апрель. Максимальная температура летом порядка 20-30 °C, выше 35 °C бывает очень редко. Количество осадков высокое, порядка 1100 мм в год. Характерна безветренная погода, сильные ветры очень редки.

## Население
Население коммуны на 2010 год составляло 180 человек.
| 1962 | 1968 | 1975 | 1982 | 1990 | 1999 | 2010 |
| ---- | ---- | ---- | ---- | ---- | ---- | ---- |
| 167  | 157  | 141  | 174  | 194  | 225  | 180  |

## Администрация
| Период | Период | Фамилия      | Партия | Примечания |
| ------ | ------ | ------------ | ------ | ---------- |
| 1995   | 2020   | Мишель Барбе |        |            |

## Экономика
В 2010 году среди 113 человек трудоспособного возраста (15-64 лет) 94 были экономически активными, 19 — неактивными (показатель активности — 83,2 %, в 1999 году было 50,9 %). Из 94 активных жителей работали 82 человека (46 мужчин и 36 женщин), безработных было 12 (4 мужчины и 8 женщин). Среди 19 неактивных 8 человек были учениками или студентами, 4 — пенсионерами, 7 были неактивными по другим причинам.